# Наука и бизнес на Мурмане
«Наука и бизнес на Мурмане» — научно-практический краеведческий журнал, издаётся в Мурманске. Существует с 1997 года. Периодичность — 4 номера в год.
Издатель и главный редактор журнала — Игорь Борисович Циркунов (кандидат экономических наук, директор Мурманского книжного издательства).
В настоящее время выпускается только по заказанной тематике

## Проблематика и авторы
Издание посвящено различной проблематике Мурманской области, в том числе коренному населению этого региона — саамам. Каждый номер относится к одной из серий, каждая из которых охватывает свою отрасль знаний — историю, экономику, философию, литературоведение, экологию.
Большинство авторов — преподаватели мурманских высших учебных заведений и работники музеев Мурманской области; в журнале публикуются также авторы из Архангельска, Санкт-Петербурга, Москвы и других городов России и других стран.
Некоторые номера журналы вызвали интерес и в других странах: так, номер, посвящённый этнографу и краеведу Василию Кондратьевичу Алымову (1883—1938), репрессированному по делу о так называемом Саамском заговоре, был переведён на шведский язык.
Тематические номеры были посвящены учёным Ивану Меркурьеву и Ивану Ушакову, писателям и поэтам Дмитрию Балашову, Сергею Есенину, Николаю Клюеву, Виталию Маслову, Александру Пушкину и Николаю Рубцову.
Несколько номеров было посвящено саамам. В 50-м юбилейным номере журнала (2005) были опубликованы материалы о саамской литературе. Второй номер за 2010 год был посвящён саамской культуре и саамским языкам, вопросом их сохранения и развития.